# 웬디스

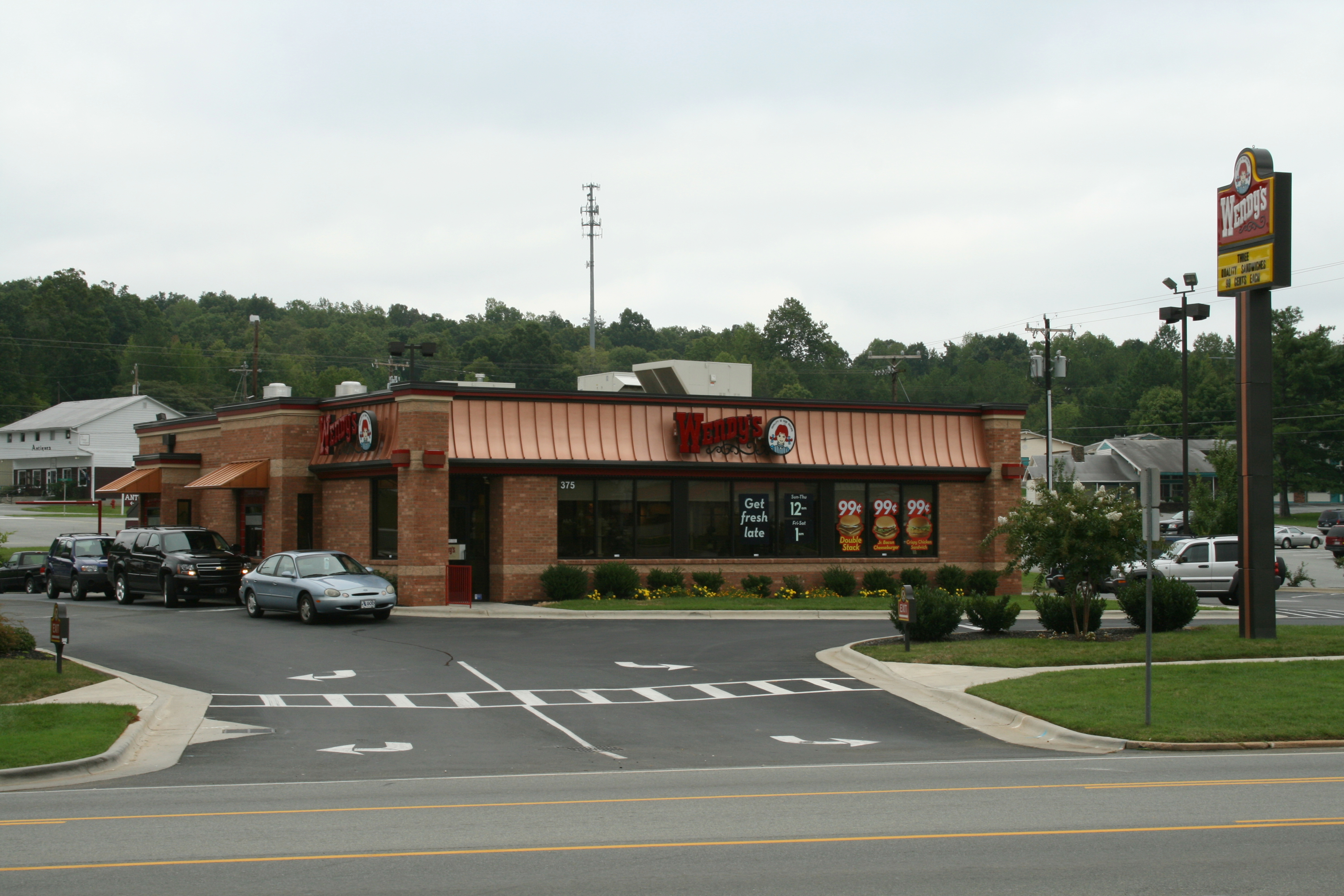
노스캐롤라이나주에 있는 웬디스 매장

웬디스(Wendy's, 2012년 이전 브랜드 이름은 Wendy’s Old Fashioned Hamburgers)는 1969년 11월 15일 미국 오하이오주 콜럼버스에서 데이비드 토머스가 설립한 국제적인 패스트푸드 체인점이다. 2006년 1월 29일에 이 회사는 본부를 오하이오 더블린으로 옮기기로 결정했다. 2008년도부터 이 회사는 Triarc (지금은 웬디스 컴퍼니라고 부른다) 이 소유하고 있다. 2010년 3월부터 웬디스는 대략 6,650개의 매장으로 맥도날드(31,000개의 매장)와 버거킹(12,000개의 매장)의 뒤를 이어서 전 세계의 세 번째로 큰 햄버거 패스트푸드 체인점이 되었다. 기록 의하면 2011년에 웬디스가 버거킹의 판매량을 처음으로 넘었다. 85억 달러(USD)의 매상으로 버거킹이 더 많은 매장이 있음에도 불구하고 이 회사는 햄버거 체인점에서 두 번째 순위를 차지했다.
대략 77%의 웬디스, 매장은 체인점이고 대다수의 매장은 북아메리카에 있다. 웬디스에 가입한 고용인들은 전 세계에서 46,000명이 넘는다. 2006년 회계 연도 때, 회사는 총 24억 6천 9백만 달러(USD)를 달성했다. 웬디스는 매장의 외관, 식품 품질 및 메뉴의 표준을 정하고 각각의 소유자는 운영, 인테리어 장식, 가격, 직원의 유니폼 및 일급을 관리하게 했다.
웬디스의 메뉴는 주로 햄버거, 치킨 샌드위치, 프랜치 프라이(감자튀김)와 프로스티(소프트 아이스크림과 냉동 녹말을 혼합해 만든 웬디스의 대표 음료)를 포함한 음료수 등이 있다. 웬디스는 맥도날드의 빅맥과 버거킹의 와퍼같은 특징있는 샌드위치(버거)는 없지만, 대신에 웬디스의 네모난 쇠고기 패티(냉동 패티 보다 더 신선한 패티)가 그들의 특징이 되었다.

## 역사

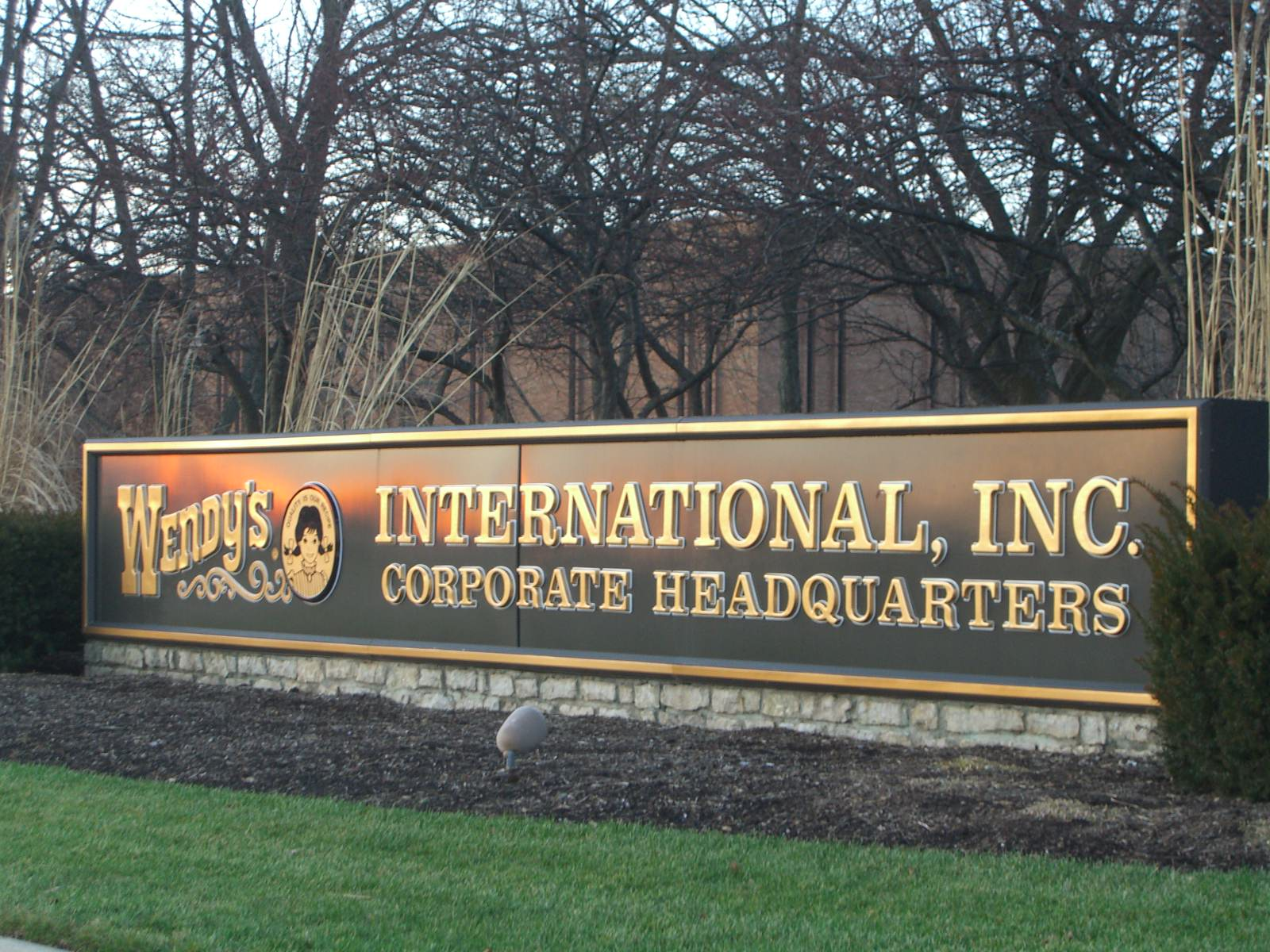
오하이오주 더블린에 있는 웬디스 본사

미국에서는 맥도날드와 버거킹 다음으로 제일 많은 패스트푸드 체인점이다. 2001년 말에 6,000여 점이 넘는 레스토랑이 세계적으로 퍼져 있으며, 그 중 5,300여 개의 체인들은 미국에 있다.
웬디스의 “고유의 방식(old fashioned)” 햄버거의 역사는 데이비드 토머스가 자신의 고향인 미시간주 칼라마주에 사각모양의 패티 햄버거 와 진한 몰트 쉐이크를 파는 Kewpee라는 햄버거 레스토랑을 방문하면서 시작되었다. 토마스는 1969년에 오하이오주 콜럼버스에서 웬디스를 설립하였고, 설립하자마자 웬디스 레스토랑은 웬디스의 특징인 정사각형의 햄버거와 편안한 분위기로 큰 인기를 끎과 동시에 회사는 놀라운 성장을 이어 갔다. 웬디스의 이름은 그의 네 번째 아이 메들린다 로우 “웬디” 토마스의 이름을 따서 만든 것이라고 한다. 그녀의 사진들은 첫 번째 웬디스 레스토랑이 닫기 전까지 구경 할 수 있도록 그곳에 다 전시되었었다.
그 이듬해인 1970년 웬디스는 처음으로 패스트푸드 음식점에 샐러드 바를 접목시켰다. 그 당시 그 누구도 패스트푸드점에 샐러드를 접목시킬 것이라는 생각을 해보지 않았으므로 큰 인기를 끌었다. 그 해 11월에는 콜럼버스에 두 번째 레스토랑을 열었고, 그 당시 처음으로”드라이브 스루(drive thru)” 을 매장에 접목시켰다. “가든 센세이션 샐러드”는 2002년에 추가되었다.
1986년에 체인을 늘려가는 도중 일어난 실적의 침체에 대응하여, 웬디스는 모회사의 목표와 기준을 충족하기 위해 자사의 청결 기준, 메뉴 및 기타 운영 정보를 재구성함으로써 QSR(Quick Service Restaurant) 시장에서 더 나은 경쟁력을 보여 줄 수 있도록 강화했다. 2008년 4월 24일 웬디스 회사는 모회사인 triarc, Arby를 합병하기로 발표했다. 새로운 소유권에도 불구하고 웬디스 본사는 더블린에 남았다. 합병 후 Triarc 기업 주식회사에서 두 개 이상의 인수 제안을 거절했고, Triarc는 웬디스 / Arby의 그룹 상장 회사로 알려지게 되었다. 그러나 합병에 실패하였고, Arby는 2011년 여름에 팔려나갔다.
1995년에는 캐나다의 커피/도넛 프랜차이즈인 팀홀튼을 론 조이스로부터 인수한 후 합병했다가, 2006년 9월에 분리했다. 웬디스에서 분리된 후 다시 독자적으로 운영됐던 팀홀튼은 2014년 8월 26일에 버거킹 계열로 넘어갔다.

## 메뉴

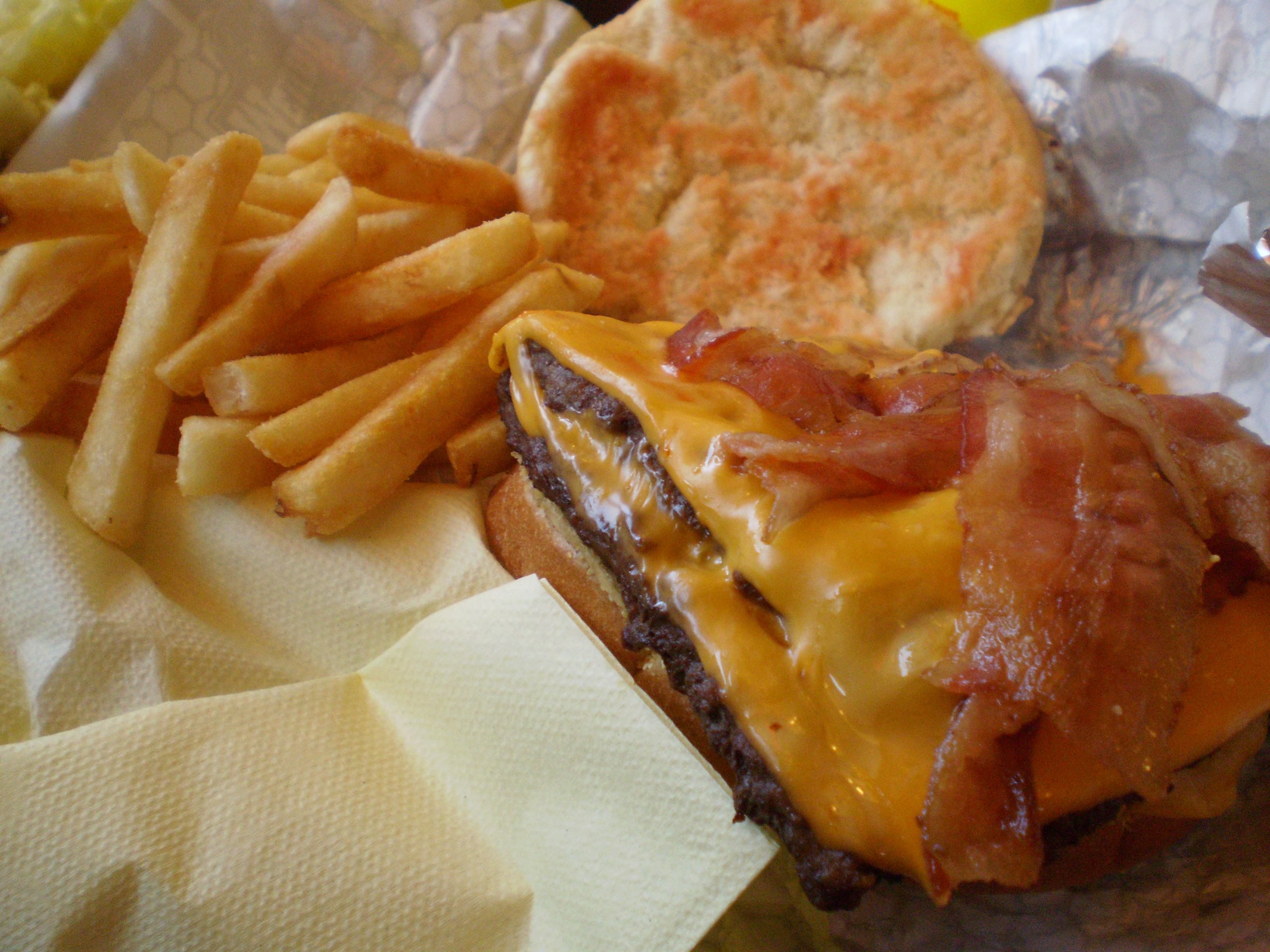
웬디스의 메뉴 중의 하나인 베이커네이터 버거와 감자 튀김

웬디스의 초창기 메뉴는 크리스피 치킨 샌드위치와 그릴 치킨 샌드위치이며 대표적인 메뉴는 네모난 쇠고기 패티 햄버거와 구운 포테이토다. 네모난 소고기 패티는 웬디스 햄버거의 창시자 데이브 토마스가 미시간주에 있는 큐피(kewpee) 라는 햄버거 집에서부터 고안해낸 것이라 한다.
웬디스에는 두 종류의 햄버거가 있는데 1.78온스의 ”스몰”과 4온스의 “클래식”이다. 두 종류 모두 싱글, 더블, 트리플로 구분한다. 맥도날드가 햄버거의 쇠고기 패티의 장 수에 따라 서로 다른 이름을 붙이는 것과 달리 웬디스는 햄버거의 이름을 통일하고 싱글, 더블, 트리플로 분류한다.

### 슈퍼뷔페(Superbar buffets)
1980년대 말부터 1990년도까지 웬디스는 슈퍼뷔페(Superbar buffets)를 운영했었으며 이윤이 많이 남는 음식과 적게 남는 음식을 함께 제공했다. 세 종류의 바로 나뉘었는데 샐러드 바(garden spot)와 토르티야, 타코롤 등이 제공되는 멕시칸 피에스타(Mexican Fiesta) 그리고 파스타를 제공하는 파스타 스테이션(pasta station)이다 (그 중 웬디스의 샐러드 바는QSR(Quick Service Restaurant) 업계 최초로 런칭한 것이다). 하지만 슈퍼뷔페는 높은 이윤을 남기지 못해 1998년에 운영이 중지되었다.

### 아침메뉴
미국 내에서의 웬디스의 점포가 3,000개를 넘었을 때 웬디스의 영업범위는 자연스레 아침 메뉴까지 넓혀졌다. 1980년대 중반에 갖가지 아침메뉴를 실험 제공했으나 실패한 예가 더 많았다. 현재 대부분의 점포에서 통일된 아침메뉴를 제공하고 있다.

### 메뉴목록

#### 클래식 햄버거
| 영어이름                     | 한국이름                       |
| ---------------------------- | ------------------------------ |
| Dave’s Hot ‘N Juicy Single   | 데이브의 핫앤 쥬시 버거        |
| Dave’s Hot ‘N Juicy Double   | 데이브의 핫앤 쥬시 버거 더블   |
| Dave’s Hot ‘N Juicy Triple   | 데이브의 핫앤 쥬시 버거 트리플 |
| Bacon Portabella Melt        | 베이컨 포타벨라 멜트 버거      |
| Baconator®                   | 뉴질랜드 베이컨 버거           |
| Son of Baconator™            | 뉴질랜드 베이컨 버거 스몰      |
| JBC (Jr. Bacon Cheeseburger) | 주니어 베이컨 치즈 버거        |
| Jr. Cheeseburger Deluxe      | 주니어 베이컨 치즈 버거 디럭스 |
| Jr. Cheeseburger Deluxe      | 주니어 베이컨 치즈 버거 디럭스 |
| Double Stack™                | 더블 패티 버거                 |

#### 치킨앤 롤
| 영어이름                               | 한국이름                             |
| -------------------------------------- | ------------------------------------ |
| Asiago Ranch Chicken Club              | 아시아고 치즈 치킨 버거              |
| Spicy Chicken Sandwich                 | 스파이시 치킨 샌드위치               |
| Ultimate Chicken Grill                 | 울티메이트 그릴 치킨 버거            |
| Monterey Ranch Crispy Chicken Sandwich | 몬터레이 치즈 크리스피 치킨 샌드위치 |
| Crispy Chicken Sandwich                | 크리스피 치킨 샌드위치               |
| Crispy Chicken Caesar Warp             | 크리스피 치킨 시저 롤                |
| Spicy Chicken Go Warp                  | 스파이시 치킨 롤                     |
| Grilled Chicken Go Wrap                | 그릴 치킨 롤                         |
| Chicken Nuggets                        | 치킨너겟                             |
| Spicy Chicken Nuggets                  | 스파이시 치킨너겟                    |

#### 샐러드
| 영어이름                   | 한국이름                  |
| -------------------------- | ------------------------- |
| Baja Salad                 | 바하 샐러드               |
| BTL Cobb Salad             | BLT 코브 샐러드           |
| Apple Pecan Chicken Salad  | 애플 피칸 치킨 샐러드     |
| Spicy Chicken Caesar Salad | 스파이시 치킨 시저 샐러드 |

#### 사이드 메뉴
| 영어이름                    | 한국이름                      |
| --------------------------- | ----------------------------- |
| Natural-Cut French Fries    | 내츄럴 컷 프렌치 프라이즈     |
| Chili Cheese Fries          | 칠리 치즈 프라이즈            |
| Garden Side Salad           | 가든 샐러드 (사이드 메뉴)     |
| Caesar Side Salad           | 시저 샐러드 (사이드 메뉴)     |
| Sour Cream and Chive Potato | 샤워크림 베이크 포테이토      |
| Broccoli Cheese Potato      | 브로콜리 치즈 베이크 포테이토 |
| Bacon Cheese Potato         | 베이컨 치즈 베이크 포테이토   |
| Chili                       | 칠리스프                      |

#### 디저트
| 영어이름             | 한국이름             |
| -------------------- | -------------------- |
| The Original Frosty  | 오리지널 프로스티!   |
| Frosty Parfait       | 프로스티 파르페      |
| Frosty Shakes        | 프로스티 밀크 쉐이크 |
| Classic Frosty Float | 클래식 탄산 프로스티 |

#### 아침메뉴
| 영어이름                     | 한국이름               |
| ---------------------------- | ---------------------- |
| Mornin’ Melt™ Panini         | 모닝 멜트 페니니       |
| Artisan Egg Sandwich         | 알티산 에그 샌드위치   |
| Steel-Cut Oatmeal            | 오트밀 플레이크        |
| Bacon Fire Roasted Burrito   | 베이컨 로스트 부리토   |
| Fresh Baked Biscuit Sandwich | 프레쉬 비스킷 샌드위치 |
| Honey Butter Chicken Biscuit | 허니버터 치킨 비스킷   |
| Seasoned Home-Style Potatoes | 홈스타일 양념 포테이토 |
| Fresh Baked Oatmeal Bar      | 프레쉬 오트밀 바       |
| Sausage & Egg Burrito        | 소세지 앤 에그 부리토  |
| Sausage and Cheese Muffin    | 소세지 앤 치즈 부리토  |
| Sausage Biscuit              | 소세지 비스킷          |

## 장소

### 웬디스가 있는 국가들
- 아르헨티나(1996-2000；2011년 재개장)
- 아루바
- 바하마
- 캐나다(opening 1976)
- 케이맨 제도
- 퀴라소
- 도미니카 공화국
- 엘살바도르
- 조지아 (opening 2013)
- 과테말라
- 온두라스
- 자메이카
- 일본(1980.12.31, 2009, 2011.12 월에 다시 시작함)
- 멕시코
- 뉴질랜드
- 파나마
- 필리핀
- 쿠웨이트
- 트리니다드 토바고
- 아랍에미리트
- 미국
  -  푸에르토리코
  -  괌
  -  미국령 버진아일랜드
- 우즈베키스탄
- 인도 (2015)
- 카자흐스탄
- 영국 (c. 1980–1986; 1992–2000; 한 지점이 2007년까지 영업했다.2021년 재개장)

### 웬디스가 있었던 국가들
- 오스트레일리아(1979-1986)
- 벨기에
- 이집트
- 그리스(1989–2002)
- 헝가리(1994–2002)
- 홍콩(1982-1986；1991–2000)
- 아이슬란드
- 아일랜드
- 이스라엘
- 이탈리아
- 네덜란드(1980-1986)
- 북마리아나 제도
- 오만
- 폴란드
- 사우디아라비아
- 남아프리카 공화국
- 대한민국(1984–1998)
- 말레이시아(2008-2019)
- 싱가포르(2009-2015)
- 러시아(2011-2014)
- 스페인(1981-2000)
- 스위스
- 중화민국(1985-1999)
- 태국(1992-1996)
- 튀르키예
- 코스타리카(2006-2015)
- 콜롬비아(1998-2002)
- 베네수엘라(1998-2021)
- 브라질(2016-2019)

## 로고
웬디스의 로고는 1969년부터 2012년까지 43년 동안 총 네 번에 걸쳐 현재의 로고를 사용하고 있다.
네 번째 로고는 1978-1983년도 때 사용되었다. 웬디스 햄버거의 창업주인 데이비드 토마스는 1969년 햄버거 레스토랑을 시작하면서 딸의 이름인 웬디를 브랜드 명으로 정하고, 주근깨가 있고 빨간색머리인 딸의 얼굴을 상징으로 하여 사용하였다. 이 로고는 레스토랑에 사용되었고 아직도 소수의 레스토랑에 존재한다.
다섯 번째 로고는 1983-2012년도 때 사용되었다. 이 로고는 더블린, 오 하이오 에 있는 패스트푸드 회사가 웬디스가 더욱 번창하는 체인점이 될 수 있도록 새로운 변화를 줌과 동시에 만들어졌다. 예전의 직사각형의 모양은 버리고 웬디의 얼굴 캐릭터는 로고의 맨 위를 차지하고 있다. 웬디의 머리 색과 같이 전체의 로고는 빨간색 위주로 “old fashioned hamburgers”는 그대로 유지하고 바탕은 노란색으로 디자인했다. 이 로고는 지금까지 웬디스와 함께 성장을 해왔고 많은 웬디스 식당에 존재한다.
새 웬디스 로고는 2013년 3월부터 새롭게 리노베이션(개선)한 레스토랑을 시작으로 전 지역 매장에 모습을 드러낼 예정이다. “Old Fashion Hamburgers”라는 문구와 검은색 테두리도 없어졌다. 바탕은 하얀색으로 바뀌고 빨간색의 글자를 드러냄으로써 전체적인 분위기를 더 활발하고 생동감 있게 만들었다. 이 로고의 개선은, 3가지 핵심 전통 요소들 계승했다.
- 소녀 캐릭터 (the image of the little girl)
- 레드컬러 (the color red)
- 위로 솟은 웬디스 서체(front swerves up)

그리고, 머리 양갈래를 써클 프레임 밖으로 나오게 함으로써 소녀 캐릭터를 좀 더 진취하고 다이나믹하게 만들었다. 새롭게 변한 이 로고는 많은 사람들의 관심과 주목을 받고 있다.